# Odile Macchi
Odile Macchi (nascida Odile Danjou; Aurillac, 1943) é uma física e matemática francesa. Foi eleita membro da Académie des Sciences em 2004.

## Formação e carreira
Odile Danjou nasceu em Aurillac (Cantal) durante a Ocupação Alemã. Ela é um dos seis filhos registrados de Bernard Danjou e sua mulher, nascida Geneviève Féat.
Entre 1963 e 1966 estudou na École normale supérieure de jeunes filles (posteriormente fundida com a Escola Normal Superior de Paris), obtendo diploma duplo em física e matemática. Foi também em 1966 que recebeu o sua “agrégation” (certificado de ensino) em matemática. A combinação incomum de suas qualificações abriu as portas para uma posição como assistente de pesquisa no Institut d'électronique fondamentale da Universidade Paris-Sul, onde pôde trabalhar com Bernard Picinbono. O foco de seu trabalho foi o processamento de sinais: envolveu modelagem extensa e análise física de materiais e uso de técnicas estatísticas baseadas em matemática.
Defendeu com sucesso sua tese de doutorado em ciências físicas em 1972, tratando da "contribuição para o estudo teórico do processo pontual e sua aplicação à óptica estatística e comunicações ópticas". Mudou, como ela diz, da matemática pura "para a matemática impura" ("Je suis passée aux maths impures"). Nisso, foi incentivada por César Macchi, engenheiro de telecomunicações e professor universitário com quem se casou alguns anos antes. Continuou a centrar seu trabalho no processamento de sinais, com um foco particular na nova revolução digital emergente. Era um campo em que seu marido desempenhava um papel pioneiro e, nos sete anos seguintes, até a morte precoce de César Macchi por câncer, eles colaboraram frequentemente nas pesquisas.
Odile Macchi ocupou cargos sênior de pesquisas do Centre national de la recherche scientifique (CNRS) e do Laboratório de Sistemas e Sinais na Universidade Paris-Sul a partir de 1972, nomeado para uma diretoria de pesquisa em ambas as instituições em 1979. Grande parte de seu trabalho de pesquisa, ao longo dos anos, apoiou desenvolvimentos práticos na tecnologia do modem. Tornou-se diretora de pesquisa emérita nas duas instituições em 1999.
Odile Macchi tinha apenas 33 anos de idade quando ficou viúva. Ela disse a um entrevistador que soube imediatamente que nunca se casaria novamente, e nunca se casou. Seus quatro filhos tinham entre 3 e 12 anos de idade em 1976. Ela respondeu ao seu luto abordando seu trabalho de pesquisa científica com empenho e energia renovados, enquanto também encontrava força em sua fé cristã, e através da participação na "Fraternitat Santa Maria de la Resurrecció ", um grupo religioso criado em Lourdes em 1943 para compartilhar o apoio entre jovens viúvas.
Odile Macchi foi eleita membro correspondente da Académie des Sciences em 1994. Dez anos depois foi eleita membro titular.

## Prêmios e homenagens (seleção)
- 1980 Médaille Blondel[6]
- 2004 Ordem Nacional da Legião de Honra (chevallier)
- 2008 Ordem Nacional do Mérito (França) (Officer)[7]